# Уюань (повіт, Внутрішня Монголія)
41°05′38″ пн. ш. 108°16′06″ сх. д. / 41.09376° пн. ш. 108.26833° сх. д.
Уюань (кит. 五原县, пін. Wŭyuán Xiàn) — один із повітів КНР у складі префектури Баяннур, Внутрішня Монголія. Адміністративний центр — містечко Лунсінчан.

## Географія
Уюань лежить на висоті близько 1025 метрів над рівнем моря у пустелі Гобі. Південним кордоном повіту слугує річка Хуанхе.

### Клімат
Повіт знаходиться у зоні, котра характеризується кліматом пустель помірного поясу. Найтепліший місяць — липень із середньою температурою 23,9 °C. Найхолодніший місяць — січень, із середньою температурою -10,9 °С.
| Клімат повіту Уюань     | Клімат повіту Уюань | Клімат повіту Уюань | Клімат повіту Уюань | Клімат повіту Уюань | Клімат повіту Уюань | Клімат повіту Уюань | Клімат повіту Уюань | Клімат повіту Уюань | Клімат повіту Уюань | Клімат повіту Уюань | Клімат повіту Уюань | Клімат повіту Уюань | Клімат повіту Уюань |
| Показник                | Січ.                | Лют.                | Бер.                | Квіт.               | Трав.               | Черв.               | Лип.                | Серп.               | Вер.                | Жовт.               | Лист.               | Груд.               | Рік                 |
| Середній максимум, °C   | −4,2                | 1                   | 8,4                 | 17,3                | 24,2                | 28,6                | 30,1                | 27,8                | 23,1                | 15,3                | 4,8                 | −2,5                | 14,5                |
| Середня температура, °C | −10,9               | −6,3                | 1                   | 9,5                 | 17                  | 22                  | 23,9                | 21,6                | 16                  | 8,1                 | −1,3                | −8,7                | 7,7                 |
| Середній мінімум, °C    | −16,2               | −12                 | −5,1                | 2,3                 | 9,5                 | 15,1                | 18                  | 15,9                | 9,9                 | 2,5                 | −5,8                | −13,4               | 1,7                 |
| Норма опадів, мм        | 1.3                 | 2.5                 | 4.3                 | 4.2                 | 13.2                | 21.1                | 40                  | 46.2                | 25.9                | 9                   | 1.8                 | 0.8                 | 170.3               |
| Вологість повітря, %    | 60                  | 51                  | 44                  | 38                  | 38                  | 45                  | 56                  | 60                  | 56                  | 56                  | 61                  | 60                  | 52.1                |
| ----------------------- | ------------------- | ------------------- | ------------------- | ------------------- | ------------------- | ------------------- | ------------------- | ------------------- | ------------------- | ------------------- | ------------------- | ------------------- | ------------------- |
| Джерело: data.cma.cn    |                     |                     |                     |                     |                     |                     |                     |                     |                     |                     |                     |                     |                     |